# Someday (Flipper)
Someday – czwarty singel zespołu Flipper. Został wydany w 1990 roku przez firmę Subterranean Records.

## Lista utworów
1. Someday
2. Distant Illusion

## Skład
- Bruce Loose – wokal
- Ted Falconi – gitara
- John Doughtery – gitara basowa
- Steve DePace – perkusja